# Kup Srbije
La Kup Srbije u fudbalu (in cirillico Куп Србије у фудбалу, Coppa di Serbia di calcio), è la coppa nazionale di calcio serba, ed è organizzata dalla Federazione calcistica della Serbia.
È il secondo torneo per importanza dopo la Superliga Srbije.

## Storia

### 1947-1992
Nel periodo della Jugoslavia socialista le squadre della R.S. Serbia disputavano la Coppa del Maresciallo Tito insieme alle compagini di R.S. Slovenia, R.S. Croazia, R.S. Bosnia Erzegovina, R.S. Montenegro e R.S. Macedonia. In questi 46 anni le compagini serbe hanno fatto la parte del leone conquistando 22 coppe (Stella Rossa 12, Partizan 6 e OFK Belgrado 4) su 44 disputate.

### 1992-2006
Dopo lo scioglimento della Repubblica Socialista Federale di Jugoslavia la Kup Maršala Tita fu sostituita dalla Kup Jugoslavije, disputata dalle formazioni della Repubblica di Serbia e della Repubblica di Montenegro, le ultime due superstiti della federazione. Questa manifestazione cambiò nome nel 2003, in coincidenza con la nuova denominazione di Unione di Serbia e Montenegro assunta dall'entità statale, divenendo la Kup Srbije i Crne Gore. Le compagini serbe hanno vinto tutte le 14 edizioni disputate (Stella Rossa 9, Partizan 3, Sartid 1 e Železnik 1).
Dopo lo scioglimento dell'unione, dal 2006, si disputano due coppe distinte: la Kup Srbije e la Crnogorski fudbalski kup (la coppa del Montenegro).

### 2006-oggi
Con la Serbia indipendente continua il dominio di Stella Rossa e Partizan. Nel 2013, per la prima volta dal 1987, non è giunta in finale nessuna delle due grandi, "evento" ripetuto anche l'anno seguente con le stesse protagoniste (Jagodina e Vojvodina). Nel 2011 la Vojvodina ha abbandonato il campo durante la finale per protesta contro le decisioni dell'arbitro a favore del Partizan.
Nelle prime 4 edizioni (2007, 2008, 2009 e 2010) il torneo si è chiamato Lav kup Srbije per motivi di sponsorizzazione: la Lav pivo è una birra serba prodotta dalla Carlsberg.

## Trofeo
Prima ancora che il torneo iniziasse, fu deciso che la coppa della Serbia avrebbe avuto un nuovo trofeo e che quello vecchio, che era stato vinto dalla Stella Rossa nel 2006 (l'ultima edizione della Kup Srbije i Crne Gore), sarebbe rimasto nel suo museo. Per trovare un nuovo trofeo per la coppa, decisero di organizzare un concorso presso la Akademiji lepih umetnosti (accademia belle arti) di Belgrado, dove gli studenti ne avrebbero progettato uno ciascuno e poi sarebbe stato selezionato il migliore. I funzionari della Federcalcio serba hanno presentato il nuovo trofeo della competizione della Coppa Nazionale lunedì 11 dicembre 2006. Fra i 50 studenti nel concorso, fu scelto il progetto dell'artista Mihajlo Mlinar. Il trofeo fortemente ispirato alla chiesa ortodossa e alla storia serba è stato proclamato il trofeo perfetto per la più grande competizione calcistica di coppa in Serbia.
Quando la stampa ha chiesto a Mlinar per quale squadra facesse il tifo, il 25enne ha risposto che semplicemente non ha mai giocato a calcio e che la sua unica favorita è la nazionale serba. Tutti i presenti erano d'accordo sul fatto che lo studente fosse il candidato perfetto per realizzare il trofeo e che si meritava pienamente il premio in denaro di 250.000 dinari (23.000 euro). Il 15 maggio 2007, allo stadio Partizan, la Stella Rossa ha sconfitto la Vojvodina ed è stato il primo vincitore della coppa serba e la prima squadra a sollevare il trofeo creato da Mlinar.

## Format
Turno preliminare: Partita singola, in caso di parità al 90º minuto si calciano i tiri di rigore. Viene disputato dalle vincitrici delle 5 coppe regionali e dalle peggiori classificate della seconda divisione dell'anno precedente.
Sedicesimi di finale: Partita singola, in caso di parità al 90º minuto si calciano i tiri di rigore. Entrano le squadre della massima divisione (teste di serie) e le migliori classificate della seconda divisione (non teste di serie) dell'anno precedente.
Ottavi di finale: Partita singola, in caso di parità al 90º minuto si calciano i tiri di rigore. Le migliori piazzate nella dell'anno precedente sono teste di serie.
Quarti di finale: Partita singola, in caso di parità al 90º minuto si calciano i tiri di rigore. Le semifinaliste dell'anno precedente sono le teste di serie.
Semifinali: 2 partite andata-ritorno con la regola dei gol in trasferta, in caso di parità nel computo delle reti si calciano i tiri di rigore senza disputare i tempi supplementari. Sorteggio libero, non vi sono teste di serie.
Finale: Partita singola, in caso di parità al 90º minuto si disputano i tempi supplementari ed eventualmente poi si calciano i tiri di rigore. Si disputa di regola allo Stadio Partizan di Belgrado; se i finalisti sono Partizan e Stella Rossa si effettua un sorteggio per decidere la sede; se i finalisti sono Partizan ed un'altra squadra si gioca allo Stadio Rajko Mitić ("casa" della Stella Rossa). La FSS può scegliere un campo diverso.

## Albo d'oro
| Stagione | Vincitore    | Risultato     | Finalista      | Stadio e città                    |
| -------- | ------------ | ------------- | -------------- | --------------------------------- |
| 2006–07  | Stella Rossa | 2 – 0         | Vojvodina      | Stadio Partizan, Belgrado         |
| 2007–08  | Partizan     | 3 – 0         | Zemun          | Stadio Partizan, Belgrado         |
| 2008–09  | Partizan     | 3 – 0         | Sevojno        | Stadio Partizan, Belgrado         |
| 2009–10  | Stella Rossa | 3 – 0         | Vojvodina      | Stadio Partizan, Belgrado         |
| 2010–11  | Partizan     | 3 – 0         | Vojvodina      | Stadio Marakana, Belgrado         |
| 2011–12  | Stella Rossa | 2 – 0         | Borac Čačak    | Stadio Mladost, Kruševac          |
| 2012–13  | Jagodina     | 1 – 0         | Vojvodina      | Stadio Partizan, Belgrado         |
| 2013–14  | Vojvodina    | 2 – 0         | Jagodina       | Stadio Partizan, Belgrado         |
| 2014–15  | Čukarički    | 1 – 0         | Partizan       | Stadio Marakana, Belgrado         |
| 2015–16  | Partizan     | 2 – 0         | Javor Ivanjica | Stadion Metalac, Gornji Milanovac |
| 2016–17  | Partizan     | 1 – 0         | Stella Rossa   | Stadio Partizan, Belgrado         |
| 2017–18  | Partizan     | 2 – 1         | Mladost Lučani | Gradski stadion, Surdulica        |
| 2018–19  | Partizan     | 1 – 0         | Stella Rossa   | Stadio Marakana, Belgrado         |
| 2019–20  | Vojvodina    | 2-2 4-2 (dtr) | Partizan       | Stadio Čair, Niš                  |
| 2020–21  | Stella Rossa | 0-0 4-3 (dtr) | Partizan       | Stadio Rajko Mitić, Belgrado      |
| 2021–22  | Stella Rossa | 2 – 1         | Partizan       | Stadio Rajko Mitić, Belgrado      |
| 2022–23  | Stella Rossa | 2 – 1         | Čukarički      | Stadio Rajko Mitić, Belgrado      |
| 2023–24  | Stella Rossa | 2 – 1         | Vojvodina      | Lagator Stadium, Loznica          |
| 2024–25  | Stella Rossa | 3 – 0         | Vojvodina      | Stadion Kraljevica, Zaječar       |

## Vittorie per club

### Finali in Kup Srbije
| Squadra        | Vittorie | Anni                                           | Finalista | Anni                               |
| -------------- | -------- | ---------------------------------------------- | --------- | ---------------------------------- |
| Stella Rossa   | 8        | 2007, 2010, 2012, 2021, 2022, 2023, 2024, 2025 | 2         | 2017, 2019                         |
| Partizan       | 7        | 2008, 2009, 2011, 2016, 2017, 2018, 2019       | 4         | 2015, 2020, 2021, 2022             |
| Vojvodina      | 2        | 2014, 2020                                     | 6         | 2007, 2010, 2011, 2013, 2024, 2025 |
| Jagodina       | 1        | 2013                                           | 1         | 2014                               |
| Čukarički      | 1        | 2015                                           | 1         | 2023                               |
| Zemun          |          |                                                | 1         | 2008                               |
| Sevojno        |          |                                                | 1         | 2009                               |
| Borac Čačak    |          |                                                | 1         | 2012                               |
| Javor Ivanjica |          |                                                | 1         | 2016                               |
| Mladost Lučani |          |                                                | 1         | 2018                               |

### Dal 1947
| Squadra      | YUG | SCG | SRB | Totale |
| ------------ | --- | --- | --- | ------ |
| Stella Rossa | 12  | 9   | 8   | 29     |
| Partizan     | 6   | 3   | 7   | 16     |
| OFK Belgrado | 4   | —   | —   | 4      |
| Vojvodina    | —   | —   | 2   | 2      |
| Sartid       | —   | 1   | —   | 1      |
| Železnik     | —   | 1   | —   | 1      |
| Jagodina     | —   | —   | 1   | 1      |
| Čukarički    | —   | —   | 1   | 1      |

## Coppe regionali
Le coppe regionali vengono disputate dalla compagini dalla terza divisione in giù. Le 5 vincitrici accedono al turno preliminare della Kup Srbije.
| Stagione | Voivodina Kup FS Vojvodine | Belgrado Kup FS Beograda | Ovest Kup FSR “Zapadna Srbija” | Est Kup FSR “Istočna Srbija” | Kosovo Kup FS Kosovo i Metohija |
| -------- | -------------------------- | ------------------------ | ------------------------------ | ---------------------------- | ------------------------------- |
| 2005–06  | Big Bul Bačinci            | Teleoptik                | Jedinstvo Putevi               | Timok                        | Mokra Gora                      |
| 2006–07  | Big Bul Bačinci            | Teleoptik                | Sloga Kraljevo                 | Sinđelić Niš                 | Mokra Gora                      |
| 2007–08  | Big Bul Bačinci            | Srem Jakovo              | Sloga Kraljevo                 | Sinđelić Niš                 | Partizan K. Mitrovica           |
| 2008–09  | Proleter Novi Sad          | Srem Jakovo              | Lokomotiva Lapovo              | Radnički Svilajnac           | Partizan K. Mitrovica           |
| 2009–10  | Donji Srem                 | Srem Jakovo              | Sloga Petrovac                 | Sinđelić Niš                 | Mokra Gora                      |
| 2010–11  | Donji Srem                 | Šumadija Jagnjilo        | Mačva Šabac                    | Radnički Niš                 | FK Trepča                       |
| 2011–12  | Dunav Stari Banovci        | Kovačevac                | Jedinstvo Putevi               | Timok                        | FK Trepča                       |
| 2012–13  | Radnički N. Pazova         | IM Rakovica Belgrado     | Partizan B.B.                  | Trstenik PPT                 | Mokra Gora                      |
| 2013–14  | ČSK Čelarevo               | Dorćol                   | Semendrija                     | Moravac Mrštane              | FK Trepča                       |
| 2014–15  | ČSK Čelarevo               | Zemun                    | Loznica                        | Jedinstvo Paraćin            | Mokra Gora                      |
| 2015–16  | Mladost Bački Jarak        | Žarkovo                  | Polet Ljubić                   | Radan Lebane                 | FK Trepča                       |
| 2016–17  | Dinamo Pančevo             | Radnički Belgrado        | Zlatibor Čajetina              | Rtanj Boljevac               | Polet Laplje Selo               |
| 2017–18  | Mladost Bački Jarak        | Kolubara                 | LFK Mladost Lučani             | Trajal Kruševac              | Mokra Gora                      |
| 2018–19  | Bratstvo Prigrevica        | OFK Belgrado             | Vodojaža Grošnica              | Jagodina Tabane              | FK Trepča                       |
| 2019–20  |                            |                          |                                |                              |                                 |